# Corinne Brinkerhoff
Corinne Brinkerhoff (* 17. Dezember 1979) ist eine US-amerikanische Drehbuchautorin und Filmproduzentin.

## Leben
1998 machte sie ihren Abschluss an der Lawrence High School in Lawrence, Kansas. An der Truman State University schloss sie im Jahr 2002 ihr Studium in Englisch ab. Ihren Master machte sie 2005 an der Filmhochschule der Boston University. Bereits 2003 erhielt sie ein Praktikum als Assistentin von David E. Kelley. Später erhielt sie einen Job in dessen Produktionsfirma und konnte bereits im Jahr 2006 ihr erstes Drehbuch schreiben, welches als 15. Folge der zweiten Staffel der Serie Boston Legal unter dem Titel Schlecht Behandelt verfilmt wurde. Nachdem sie von 2009 bis 2012 als Produzentin und Drehbuchautorin in der Dramaserie Good Wife tätig gewesen war, schrieb und produzierte sie anschließend an der Kriminalserie Elementary mit.
Brinkerhoff ist verheiratet mit Laura Kampf. 

## Filmografie (Auswahl)
- 2006–2008: Boston Legal (Neun Episoden)
- 2009–2012: Good Wife (The Good Wife, zehn Episoden)
- 2012–2014: Elementary